# Świstowy Kopiniak
Świstowy Kopiniak – drugorzędny wierzchołek o wysokości 2196 m n.p.m. znajdujący się w północno-wschodnim ramieniu Szerokiej Jaworzyńskiej w słowackiej części Tatr Wysokich. Świstowy Kopiniak jest niekiedy traktowany jako jej niższy wierzchołek. Od głównego wierzchołka Szerokiej Jaworzyńskiej jest on oddzielony dwoma nienazwanymi wierzchołkami i siodłem Cichego Przechodu, natomiast drugim sąsiadującym z nim szczytem jest Świstowa Góra, która znajduje się w dalszej części tegoż ramienia Szerokiej Jaworzyńskiej. Świstowy Kopiniak nie jest dostępny żadnymi znakowanymi szlakami turystycznymi, znajduje się on w rezerwacie ścisłym, którym objęty jest cały masyw Szerokiej Jaworzyńskiej wraz z jej ramionami.
Wierzchołek Świstowego Kopiniaka jest zwornikiem dla krótkiej grani wybiegającej od niego na wschód. Grań ta oddziela dwa małe odgałęzienia Doliny Jaworowej – Świstówkę Jaworową i Dolinę Zieloną Jaworową. W grani tej znajduje się przełęcz Zielony Przechód i nienazwany wierzchołek o wysokości ok. 1820 m, na którym grań ta skręca na północny wschód.
Pierwsze wejścia na wierzchołek Świstowego Kopiniaka nie są znane. Pierwszego wejścia dokonał najprawdopodobniej któryś z myśliwych, którzy niegdyś tłumnie odwiedzali okoliczne rejony.

## Bibliografia

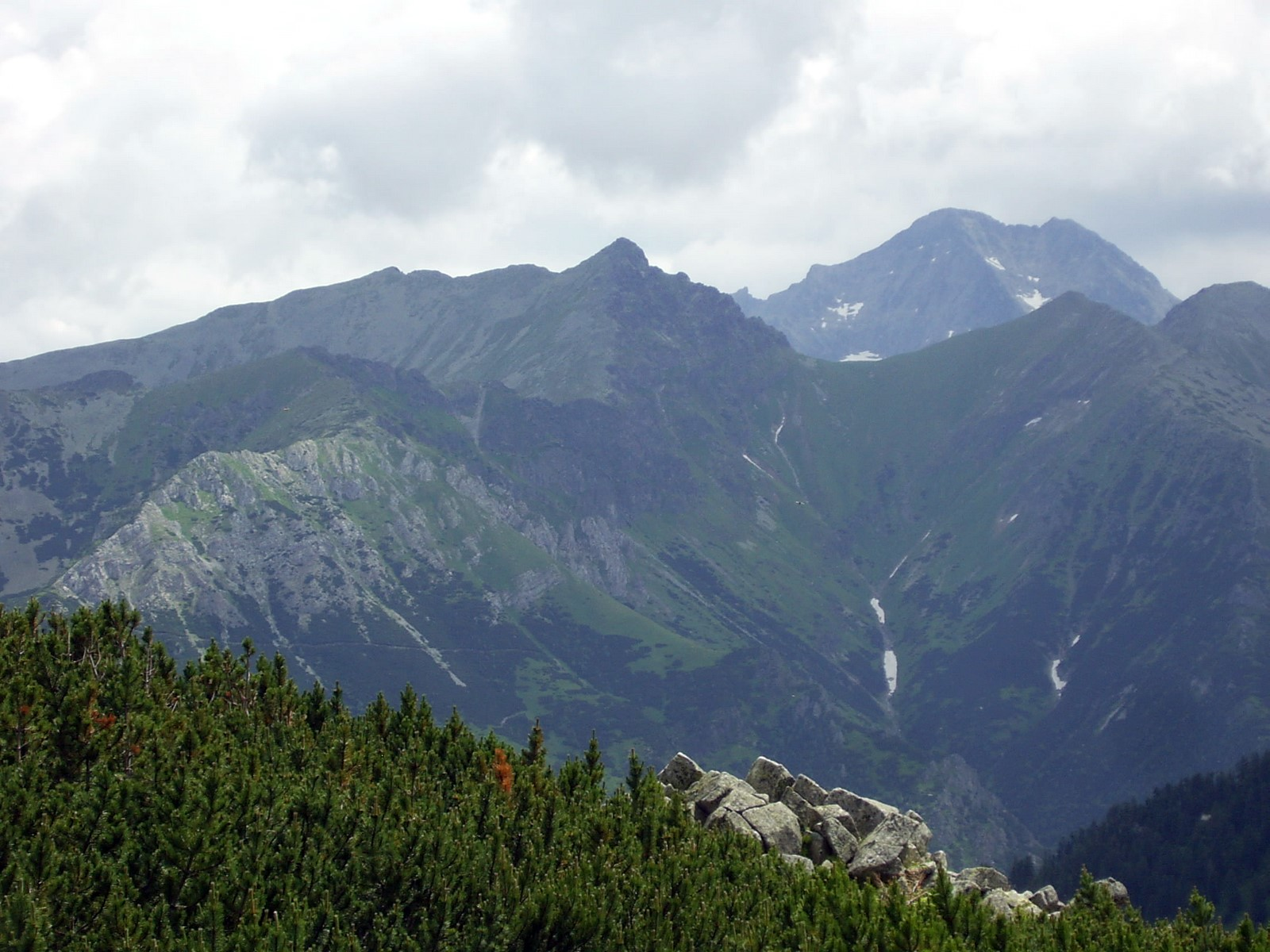
Świstowy Kopiniak widoczny w północno-wschodnim ramieniu Szerokiej Jaworzyńskiej (nieco na lewo od wierzchołka)